# Porrklubb

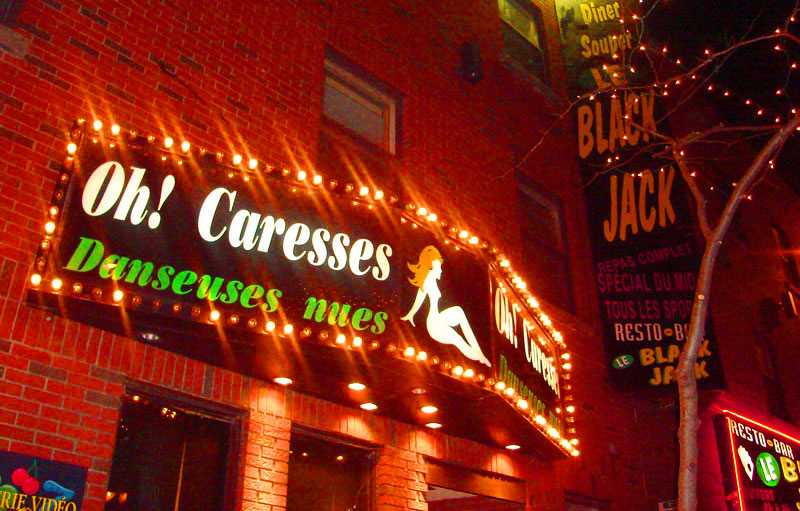
Strippklubb i Montreal

En porrklubb eller sexklubb är ett ställe där det visas pornografisk underhållning av olika slag. Bland annat kan erotiska sexshower förekomma, men även filmvisning på stor duk eller i små bås. Ibland är klubbarna sammanbyggda med porrbutiker.